# Stasys Kružinauskas
Stasys Kružinauskas (ur. 12 lutego 1957 w Czernyszewskim) – litewski polityk, topograf i geodeta, samorządowiec, poseł na Sejm Republiki Litewskiej (2000–2004)

## Życiorys
Urodził się w Ejtkunach (ros. Чернышевское) na terenie byłych Prus Wschodnich w litewskiej rodzinie mieszkającej od pokoleń na Małej Litwie. Uczył się w szkole podstawowej w Pobiedinsku, później uczęszczał do szkoły średniej w przygranicznych Kibartach po stronie litewskiej. Od 1973 do 1976 kontynuował naukę w technikum rolnym w Kownie ze specjalnością topografia.
W 1976 podjął pracę w Wileńskim Badawczym Instytucie Inżynieryjnym jako topograf. Od 1978 do 1984 był zatrudniony w Wyłkowyszkach jako geodeta w jednym z przedsiębiorstw architektonicznych. W latach 1985–1990 kierował sztabem obrony cywilnej w Wyłkowyszkach.
Po rozpoczęciu przemian własnościowych na Litwie został dyrektorem spółki "Stop", którym był do 2000. Zaangażował się w działalność polityczną, wstępując w 1990 do Litewskiej Partii Socjaldemokratycznej. W latach 1996–2000 był asystentem posła Algirdasa Butkevičiusa. Od 1999 do 2001 zasiadał w Komisjach Etycznej i Proceduralnej LSDP. W styczniu 2001 wszedł w skład rady krajowej tej partii.
Zaangażowany w działalność samorządową, został w 1997 wybrany radnym rejonu Wyłkowyszki. Swój mandat odnowił w 2000 i 2002. Od 2000 był także posłem na Sejm, w którym zasiadał we frakcji LSDP. W 2004 na krótko przed kolejnymi wyborami przeszedł do Związku Liberałów i Centrum, z ramienia którego bez powodzenia ubiegał się o reelekcję.
Jest członkiem Litewskiego Związku Esperantystów. Organizował XXV Kongres Esperantystów w Wilnie.